# Monmadalès
Monmadalès là một xã của Pháp, nằm ở tỉnh Dordogne trong vùng Aquitaine của Pháp.
Xã này có diện tích 5,04 km2, dân số năm 2004 là 68 người.

## Hành chính
| Danh sách các xã trưởng                |             |               |                  |          |
| Giai đoạn                              | Giai đoạn   | Tên           | Đảng             | Tư cách  |
| tháng 3 năm 2001                       | đương nhiệm | Michel Raynal | không chính thức | nông dân |
| Tất cả các dữ liệu trước đây không rõ. |             |               |                  |          |

## Thông tin nhân khẩu
| Năm    | 1962 | 1968 | 1975 | 1982 | 1990 | 1999 | 2004 |
| ------ | ---- | ---- | ---- | ---- | ---- | ---- | ---- |
| Dân số | 83   | 64   | 81   | 58   | 52   | 73   | 68   |